# Mercedes González
Mercedes González (ur. 11 lipca 1963) – hiszpańska kolarka górska, srebrna medalistka mistrzostw świata i brązowa medalistka mistrzostw Europy.

## Kariera
Największy sukces w karierze Mercedes González osiągnęła w 1995 roku, kiedy zdobyła srebrny medal w downhillu podczas mistrzostw świata w Kirchzauten. W zawodach tych wyprzedziła ją jedynie Amerykanka Leigh Donovan, a trzecie miejsce zajęła Włoszka Giovanna Bonazzi. Na rozgrywanych rok później mistrzostwach Europy w Bassano del Grappa zajęła trzecie miejsce za dwoma Francuzkami: Anne-Caroline Chausson i Nolvenn Le Caër. W tej samej konkurencji brała także udział w mistrzostwach świata w Château-d'Œx (1997) oraz mistrzostwach w Mont Sainte-Anne (1998), zajmując odpowiednio siódme i dwunaste miejsce. Hiszpanka nigdy nie wystąpiła na igrzyskach olimpijskich. 